# Свертушка рудогуза
Све́ртушка рудогуза (Microspingus lateralis) — вид горобцеподібних птахів родини саякових (Thraupidae). Ендемік Бразилії. Раніше рудогузі свертушки вважалися конспецифічними з сіроволими свертушками.

## Поширення і екологія
Рудогузі свертушки мешкають в горах Серра-ду-Мар на південному сході Бразилії, в штатах Еспіріту-Санту. Мінас-Жерайсу, Ріо-де-Жанейро і Сан-Паулу. Вони живуть у вологих рівнинних і гірських тропічних лісах і чагарникових заростях. Зустрічаються на висоті до 2100 м над рівнем моря.